# Andrei Jämsä
Andrei Jämsä (Pärnu, 14 de fevereiro de 1982) é um remador estoniano, medalhista olímpico.

## Carreira
Jämsä competiu nos Jogos Olímpicos de 2004, 2008, 2012 e 2016. Com exceção de Pequim, quando disputou o skiff simples (17º lugar geral), nas demais edições integrou as equipes de skiff quádruplo. Em sua primeira aparição, em Atenas, finalizou em nono lugar geral com equipe da Estônia. Em Londres, novamente esteve com o quarteto estoniano, melhorando o desempenho de oito anos antes e terminando próximo do pódio, em quarto lugar. No Rio de Janeiro, em 2016, finalmente ficou com sua equipe entre as três primeiras posições, conquistando a medalha de bronze.